# André Wynen
André Wynen (* 8. Dezember 1923 in Uccle bei Brüssel; † 10. Juni 2007 in Mont-Godinne bei Namur) war ein belgischer Chirurg und Ärztefunktionär.

## Leben und Wirken
André Wynen studierte Medizin an der Freien Universität Brüssel (ULB). Während des Zweiten Weltkrieges wurde er 1944 durch die Deutschen verhaftet und als politischer Gefangener in den Konzentrationslagern Breendonk und Buchenwald inhaftiert. Nach seiner Befreiung im April 1945 nahm er das Medizinstudium wieder auf, wurde 1950 zum Dr. med. promoviert und schloss 1954 seine Weiterbildung zum Chirurgen ab. Im selben Jahr gründete er eine medizinisch-chirurgische Klinik in Braine-l’Alleud, die im Jahr 1977 zu einem allgemeinen Krankenhaus in Braine l’Alleud-Waterloo umgewandelt wurde. Danach wurde Wynen zum Chefarzt und Hauptgeschäftsführer des medizinischen Institutes Edith Cavell in Uccle, einem 320 Betten umfassenden allgemeinen Krankenhaus berufen.
Von 1964 bis 1992 war Wynen Vorsitzender des Vorstandes der Belgischen Ärztevereinigung. 1964 war er einer der Anführer des belgischen Ärztestreiks. Über viele Jahre amtierte er als Vorsitzender der Belgischen Tuberkulose-Gesellschaft und Vorsitzender der Vereinigung der belgischen Privatkliniken.
André Wynen hat als Vorsitzender des Ständigen Ausschusses der Europäischen Ärzte (1968 bis 1970) die Richtlinien mitformuliert, die für die Migrationsfreiheit der Ärzte und die gegenseitige Anerkennung ihrer Diplome in den europäischen Staaten die Grundlage bilden. Von 1973 bis 1975 war er Präsident, von 1976 bis 1994 Generalsekretär des Weltärztebundes.

## Auszeichnungen
- 1985: Ehrenzeichen der deutschen Ärzteschaft
- 1997: Paracelsus-Medaille
- 2007: Großoffizier des Leopoldsordens[5]

## Veröffentlichungen
- Le fort de Breendonk. Le camp de la terreur nazie en Belgique pendant la Seconde Guerre mondiale. Démocratie ou barbarie. Racine, Brüssel 2006, ISBN 2-87386-460-5.